# Crystal Lake (groupe)
Pour les articles homonymes, voir Crystal Lake.
Crystal Lake (クリスタル・レイク) est un groupe japonais de metal progressif, originaire de Tokyo. 

## Histoire

### Débuts (2002–2011)
Crystal Lake est formé en 2002 à Tokyo, au Japon. Leur première démo, Freewill, est sortie en février, à temps pour le concert en Corée auquel ils étaient invités par GMC Records. La deuxième démo, One Word Changes Everything, sort en juillet, et un EP quatre titres auto-édité, également intitulé Freewill, sort en septembre avec 1 000 copies fabriquées et vendues. En septembre 2003, Crystal Lake donne cinq concerts au Japon avec le groupe australien Day of Contempt. De mars à juin 2004, ils tournent avec Loyal to the Grave et Extinguish the Fire. À la fin de la tournée, les groupes sortent un split album intitulé Blood of Judas en CD et DVD.
Le 29 avril 2005, le groupe sort son deuxième split album avec Risen et Unboy intitulé 3 Way Split. Ils tournent également en Malaisie. En février 2006, ils se produisent à Independence D. Le 5 juillet 2006, le groupe sort son premier album studio intitulé Dimension chez Imperium Recordings. Après la sortie de l'album, le groupe part en tournée au Japon (Dimension Tour). En février 2007, ils jouent au Metal Presentation avec le groupe australien I Killed the Prom Queen et Hatebreed sur le Hatebreed Japan Tour en mars,. En novembre 2007, ils jouent sur le Taste of Chaos de la marque de boissons Rockstar au Japon.
En mai 2008, ils sortent leur troisième album split sur CD avec le groupe japonais de punk rock Cleave. En novembre 2008, ils se produisent à nouveau au Rockstar's Taste of Chaos au Japon. En janvier 2009, ils partent en tournée au Japon avec Parkway Drive et Shai Hulud,.
Le 27 mai 2010, Crystal Lake publie la démo Endeavor en téléchargement gratuit sur leur page Myspace. Crystal Lake annonce sur ses réseaux sociaux une nouvelle vidéo musicale Twisted Fate de leur deuxième album studio à venir intitulé Into the Great Beyond. Le 11 juin 2011, le chanteur fondateur Kentaro Nishimura quitte le groupe.

### Cubes(2012–2015)
Le 24 mars 2012, le batteur d'origine Yusuke Ishihara quitte le groupe. Le 3 juillet 2012, ils annoncent leur nouveau vocaliste Ryo Kinoshita sur leur page Facebook. Le lendemain, le groupe annonce que Gaku Taura serait leur soutien à la batterie. Le 5 septembre 2012, ils sortent deux nouveaux singles The Fire Inside et Overcome qui ont été mixés et masterisés par Brian Hood chez 456 Recordings. Du 26 janvier au 1er février 2013, ils partent en tournée avec As Blood Runs Black et Confession. En mai 2013, ils font une tournée avec The Ghost Inside et Continents. Après cela, ils partagent la scène avec Emmure et tournent à travers le Japon sur le Sumerian Tour 2013 avec Born of Osiris, Upon a Burning Body et Her Name in Blood. Plus tard en 2013, le groupe part en tournée de soutien pour Coldrain, Her Name in Blood, Crossfaith, Before My Life Fails, SiM et Totalfat.
Plus tard en 2014, le groupe annonce que leur premier EP intitulé Cubes via leur page YouTube, est prévu pour sortir le 6 août 2014. Un clip vidéo pour la nouvelle chanson 
Le 8 août, ils sont la tête d'affiche du True North Project Tour, avec Infection, Prompts, Sailing Before the Wind, Scarface et Shark Ethic. En septembre 2014, ils participent à la tournée ACROSS THE FUTURE Tour de Crossfaith avec We Came as Romans et While She Sleeps. Le 25 octobre 2014, ils entament leur tournée en tête d'affiche Cubes Tour 2014. Le 15 novembre 2014, ils se produisent au Knotfest Japan 2014. Le 3 août 2015, il est annoncé que le bassiste Yasuyuki Kotaka décide de quitter le groupe en raison de sa maladie.

### DeThe SignàHelix(2015–2018)
Le 7 septembre 2015, Crystal Lake annonce avoir signé avec Artery Recordings aux États-Unis et JPU Records au Royaume-Uni et en Europe, et sort son troisième album studio The Sign le 7 octobre 2015 par l'intermédiaire de ces labels. Le 30 novembre 2016, Crystal Lake sort son quatrième album studio True North. Ils sortent ensuite deux nouveaux singles, Apollo et Machina en 2017. Crystal Lake publie le single et la vidéo d'accompagnement de The Circle le 6 août 2018. La version trois titres de The Circle sort le 8 août 2017.
Le 28 novembre 2017, SharpTone Records annonce qu'il avait signé Crystal Lake avec le label. Le groupe sort un nouveau single et une vidéo d'accompagnement pour la chanson Aeon. Le même jour, le groupe sort son cinquième album studio, Helix, exclusivement au Japon, avec une sortie internationale en 2019. En 2019, Crystal Lake assurera la première partie d'August Burns Red, Miss May I et Fit for a King lors de la tournée The Dangerous Tour en Amérique du Nord. En mars 2019, le groupe participe à la tournée russe d'Adept en guise d'échauffement. Ils sont également la tête d'affiche de la tournée 2019 Never Say Die Tour avec In Hearts Wake, King, Our Hollow, Our Home, Polar, Alpha Wolf et Great American Ghost.

### Changements de formation (depuis 2020)
Le 8 juillet 2020, le groupe sort un tout nouveau single intitulé Watch Me Burn et son clip vidéo correspondant. Le 9 juillet 2020, un jour après la sortie du nouveau single, le groupe annonce que le guitariste rythmique fondateur Shinya Hori prendrait une pause pour des raisons personnelles.
Le 3 août, le groupe réédite sa chanson Into the Great Beyond, tirée de son deuxième album studio homonyme, accompagnée d'un clip vidéo. Dans le même temps, le groupe annonce qu'un album composé de morceaux réenregistrés de leur ère Kentaro Nishimura, intitulé The Voyages, sortirait le 5 août 2020, tout en révélant également la couverture de l'album et la liste des pistes. Le 21 novembre, le groupe annonce officiellement que la pause de Hori deviendrait un départ permanent en raison de « raisons personnelles ».
En juillet 2021, le groupe sort le single Curse, accompagné d'un clip vidéo officiel pour la chanson, téléchargé sur leur chaîne YouTube. En même temps que le clip, il est annoncé que les membres de la tournée Gaku Taura et Mitsuru deviennent des membres officiels du groupe. Le 28 septembre 2022, Ryo Kinoshita annonce qu'il quitte le groupe, révélant qu'il est atteint d'une maladie connue sous le nom de trouble de l'adaptation qui l'empêche de continuer à faire partie du groupe. Le 11 mars 2023, Crystal Lake annonce avoir recruté John Robert Centorrino, anciennement de The Last Ten Seconds of Life, comme nouveau chanteur à plein temps. Le 23 juin 2023, le groupe dévoile un nouveau single Rebirth et le clip vidéo correspondant.

## Discographie

### Albums studio
- 2006 : Dimension (Imperium Recordings)
- 2010 : Into the Great Beyond (Imperium Recordings)
- 2015 : The Sign (Artery Recordings, JPU Records, Halfcut Records, Shock Records)
- 2016 : True North (Cube Records, Artery Recordings)
- 2018 : Helix (Cube Records,  SharpTone Records et Arising Empire)
- 2020 : The Voyages (best-of, Cube Records)

### EP et splits
- 2004 : Blood of Judas (split avec Extinguish the Fire et Loyal to the Grave, Blood Axe Records)
- 2005 : 3 Way Split (split avec Risen et Unholy, Alliance Trax)
- 2008 : Crystal Lake/Cleave (split avec Cleave, HGR)
- 2014 : Cubes (EP, Cube Records)